# Aventino (zona di Roma)
Aventino è la zona urbanistica 1C del Municipio Roma I di Roma Capitale.
Prende il nome dal colle Aventino sul quale si estende.

## Geografia fisica

### Territorio
Si estende, in diversa misura, sui rioni R. XII Ripa e R. XXI San Saba.
La zona confina:
- a nord con la zona urbanistica 1A Centro Storico
- a est con la zona urbanistica 1X Zona archeologica
- a sud con la zona urbanistica 11C Garbatella
- a sud-ovest con la zona urbanistica 11A Ostiense
- a ovest con la zona urbanistica 1D Testaccio

| Controllo di autorità | VIAF (EN) 316732117 |